# Генерал Колево (област Добрич)
 За другото българско село вижте Генерал Колево (Област Варна).  
Генерал Колево е село в Североизточна България. То се намира в община Добричка, област Добрич.

## История
През Османския период, след Освобождението и през периода на румънско господство над Добруджа от 1919 до 1940 година селото се нарича Чаир харман.
Под румънско управление по време на Първата световна война през август 1916 г. от селото насилствено са интернирани в Молдова 39-тима етнически българи от мъжки пол на възраст от 16 до 60 г.
В Кралство Румъния покрай селото преминава железопътната линия Добрич—Касъм, а населението на Чаир Харман наброява около 50 семейства българи и 20 арумънски колонисти. През 1929 г. в селото e регистриран тежък инцидент на самоуправство и кръвопролитие между колонисти и местни жители, приключил със смъртта на един от участниците.
След подписването на Крайовската спогодба през 1940 г.  Южна Добруджа е върната в границите на Царство България. Днешното си име Генерал Колево получава със заповед на МЗ № 2191/обн. 27 юни 1942 г.
През социалистическия период от 1949 до 1958 г. в толбухинското село функционира ТКЗС „Велико Маринов”.

## Население
Преброяване на населението през 2011 г.
Численост и дял на етническите групи според преброяването на населението през 2011 г.:
|                     | Численост | Дял (в %) |
| Общо                | 95        | 100,00    |
| Българи             | 66        | 69,47     |
| Турци               | 8         | 8,42      |
| Цигани              | 4         | 4,21      |
| Други               | 0         | 0,00      |
| Не се самоопределят | 0         | 0,00      |
| Неотговорили        | 16        | 16,84     |